# نت بيرس
نت بيرس (بالإنجليزية: Nat Pierce)‏ (و. 1925 – 1992 م) هو عازف بيانو، وقائد فرقة ‏، وعازف جاز أمريكي، ولد في سومرفيل، يستخدم آلات بيانو، توفي في لوس أنجلوس، عن عمر يناهز 67 عاماً.

## روابط خارجية
- نت بيرس على موقع IMDb (الإنجليزية)
- نت بيرس على موقع ميوزك برينز (الإنجليزية)
- نت بيرس على موقع أول ميوزيك (الإنجليزية)
- نت بيرس على موقع ديسكوغز (الإنجليزية)